# فارمينغديل (مين)
فارمينغديل (بالإنجليزية: Farmingdale, Maine)‏ هي بلدة أمريكية تقع في الولايات المتحدة في مقاطعة كينبيك. يقدر عدد سكانها بـ 2,956 نسمة ومساحتها 29.91 كم2 وترتفع عن سطح البحر 70 متر.

## التركيبة السكانية
قام مكتب تعداد الولايات المتحدة بتحديد بيانات التركيبة السكانية لفارمينغديل في تعداد الولايات المتحدة. في ما يلي، التركيبة السكانية حسب تعدادي 2000 و2010.

### تعداد عام 2000
بلغ عدد سكان فريمرسفيل 980 نسمة بحسب تعداد عام 2000، وبلغ عدد الأسر 354 أسرة وعدد العائلات 280 عائلة مقيمة في القرية. في حين سجلت الكثافة السكانية 1,389.7 نسمة لكل ميل مربع (536.6/كم2). وبلغ عدد الوحدات السكنية 368 وحدة بمتوسط كثافة قدره 521.8 نسمة لكل ميل مربع (201.5/كم2).
وتوزع التركيب العرقي للقرية بنسبة 99.18% من البيض و 0.10% من الأمريكيين ذوي الأصول الآسيوية و 0.20% من الأمريكيين الأفارقة و 0.51% من عرقين مختلطين أو أكثر.
بلغ عدد الأسر 354 أسرة كانت نسبة 42.7% منها لديها أطفال تحت سن الثامنة عشر تعيش معهم، وبلغت نسبة الأزواج القاطنين مع بعضهم البعض 64.4% من أصل المجموع الكلي للأسر، ونسبة 10.5% من الأسر كان لديها معيلات من الإناث دون وجود شريك، وكانت نسبة 20.9% من غير العائلات. تألفت نسبة 16.9% من أصل جميع الأسر من أفراد ونسبة 8.5% كانوا يعيش معهم شخص وحيد يبلغ من العمر 65 عاماً فما فوق. وبلغ متوسط حجم الأسرة المعيشية 3.13، أما متوسط حجم العائلات فبلغ 2.77.
بلغ العمر الوسطي للسكان 33 عاماً. وكانت نسبة 29.9% من القاطنين تحت سن الثامنة عشر، وكانت نسبة 9.3% بين الثامنة عشر والأربعة وعشرون عاماً، ونسبة 33.3% كانت واقعةً في الفئة العمرية ما بين الخامسة والعشرون حتى والأربعة وأربعون عاماً، ونسبة 17.9% كانت ما بين الخامسة والأربعون حتى الرابعة والستون، ونسبة 9.7% كانت ضمن فئة الخامسة والستون عاماً فما فوق. يوجد لكل 100 أنثى 96.0 ذكر، ويوجد لكل 100 أنثى في الثامنة عشر من عمرها فما فوق 90.8 ذكر.
بلغ متوسط دخل الأسرة في القرية 43,125 دولار، أما متوسط دخل العائلة فبلغ 50,625 دولار. وكان متوسط دخل الذكور 39,875 دولار مقابل 23,672 دولار للإناث. وسجل دخل الفرد الخاص بالقرية 17,085 دولار. وكانت نسبة 3.4% من العائلات ونسبة 3.5% من السكان تحت خط الفقر، ولا أحد منهم تحت سن الثامنة عشر ونسبة 8.7% في الخامسة والستين من العمر وما فوق.

### تعداد عام 2010
بلغ عدد سكان فارمينغديل 2,956 نسمة بحسب تعداد عام 2010، وبلغ عدد الأسر 1,259 أسرة وعدد العائلات 807 عائلة مقيمة في البلدة. في حين سجلت الكثافة السكانية 263.9 نسمة لكل ميل مربع (101.9/كم2). وبلغ عدد الوحدات السكنية 1,374 وحدة بمتوسط كثافة قدره 122.7 نسمة لكل ميل مربع (47.4/كم2).
وتوزع التركيب العرقي للبلدة بنسبة 96.3% من البيض و 0.3% من الأمريكيين الأصليين و 1.1% من الأمريكيين ذوي الأصول الآسيوية و 0.5% من الأمريكيين الأفارقة و 1.4% من عرقين مختلطين أو أكثر.
بلغ عدد الأسر 1,374 أسرة كانت نسبة 31.0% منها لديها أطفال تحت سن الثامنة عشر تعيش معهم، وبلغت نسبة الأزواج القاطنين مع بعضهم البعض 46.4% من أصل المجموع الكلي للأسر، ونسبة 13.7% من الأسر كان لديها معيلات من الإناث دون وجود شريك، وكانت نسبة 35.9% من غير العائلات. وبلغ متوسط حجم الأسرة المعيشية 2.81، أما متوسط حجم العائلات فبلغ 2.3.
بلغ العمر الوسطي للسكان 41.6 عاماً. ونسبة 27.6% كانت ما بين الخامسة والأربعون حتى الرابعة والستون، ونسبة 18.1% كانت ضمن فئة الخامسة والستون عاماً فما فوق.